# Eunice Norton
Eunice Norton (Minneapolis, 30 giugno 1908 – 9 dicembre 2005) è stata una pianista statunitense.
Iniziò gli studi da bambina presso l'Università del Minnesota con William Lindsay, che in seguito la presentò a Dame Myra Hess. 
Hess rimase profondamente impressionato dalle capacità dell'allieva, tanto che trovò il modo per farla studiare in Inghilterra nel 1923 col suo stesso maestro, il celebre pedagogo Tobias Matthay, presso cui rimase per 8 anni.
Eunice Norton debuttò nello stesso anno con la Queen's Hall Symphony Orchestra, diretta da Sir Henry Wood, che successivamente la portò in tour come solista in tutta la provincia.
Molti recital la videro protagonista da quel momento nella Wigmore Hall, inoltre ebbe il ruolo di solista con le orchestre di Manchester, Birmingham e quella della BBC, diretta da Harty Hamilton e Adrian Boult.